# Тамаконі
Тамаконі (груз. თამაკონი) — село в Грузії.
За даними перепису населення 2014 року в селі проживає 530 особи.